# Chaetolepis alpina
Chaetolepis alpina es una especie  de planta fanerógama pertenecientes a la familia Melastomataceae. Es originario de Sudamérica donde se distribuye por Colombia en la Sierra Nevada.

## Taxonomía
Chaetolepis alpina fue descrita por Charles Victor Naudin y publicado en Annales des Sciences Naturelles; Botanique, sér. 3 14(2): 140–141. 1850.